# Орден «За морські заслуги»
Орден «За морські заслуги» (рос. орден «За морские заслуги») — державна нагорода Російської Федерації.

## Історія нагороди
- 27 лютого 2002 року указом Президента Російської Федерації В. В. Путіна «Про заснування ордену „За морські заслуги“»[1] був заснований орден «За морські заслуги».
- Указом Президента Російської Федерації від 7 вересня 2010 року № 1099 «Про заходи щодо вдосконалення державної нагородної системи Російської Федерації»[2] затверджені нині діючі статут та опис ордену.

## Статут ордена
1. Орденом «За морські заслуги» нагороджуються громадяни:
- за заслуги в галузі вивчення, освоєння і використання Світового океану в інтересах обороноздатності країни і забезпечення її соціально-економічного розвитку;
- за заслуги в розробці та впровадженні новітніх зразків техніки та обладнання для морського флоту Росії;
- за заслуги в збереженні, розширенні, вивченні та використанні виключної економічної зони Російської Федерації в Світовому океані;
- за заслуги в боротьбі з протизаконними діями піратів і браконьєрів, спрямованими на заподіяння екологічного, економічного і репутаційного збитку інтересам Російської Федерації в її виключній економічній зоні в Світовому океані, а також судам, які плавають під Державним прапором Російської Федерації в Світовому океані;
- за вміло організовані і проведені військово-морські навчання і маневри, в ході яких були повністю відпрацьовані поставлені командуванням завдання.

2. Нагородження громадян орденом «За морські заслуги» проводиться за умови добросовісної праці (служби) не менше 20 календарних років, а також наявності в особи, представленої до орденау, медалі Російської Федерації або почесного звання Російської Федерації.
3. Орденом «За морські заслуги» можуть бути також нагороджені іноземні громадяни.

### Порядок носіння
- Знак ордена «За морські заслуги» носиться на лівій стороні грудей і за наявності інших орденів Російської Федерації розташовується після знака ордена «За військові заслуги».
- Для особливих випадків і можливого повсякденного носіння передбачено носіння мініатюрної копії знака ордена «За морські заслуги», яка розташовується після мініатюрної копії знака ордена «За військові заслуги».
- При носінні на форменому одязі стрічки ордена «За морські заслуги» на планці вона розташовується після стрічки ордена «За військові заслуги».

## Опис ордена
- Знак ордена «За морські заслуги» зі срібла з емаллю. Він являє собою чотирикутний хрест з усіченими променеподібно краями і накладними перехресними морськими якорями. На центральному медальйоні, по колу, на блакитний емалі, — вінок з лаврових гілок і напис: «ЗА МОРСКИЕ ЗАСЛУГИ». У центрі медальйона — рельєфне зображення Державного герба Російської Федерації. Відстань між кінцями хреста — 40 мм, діаметр медальйона — 16 мм. На зворотному боці знака — номер знака ордена.
- Знак ордена за допомогою вушка і кільця з'єднується з п'ятикутною колодкою, обтягнутою шовковою, муаровою стрічкою білого кольору з трьома поздовжніми смужками блакитного кольору по центру. Ширина стрічки — 24 мм, ширина блакитних смужок — 2 мм, відстань між ними — 3 мм.
- Мініатюрна копія знака ордена «За морські заслуги» носиться на колодці. Відстань між кінцями хреста — 15,4 мм, висота колодки від вершини нижнього кута до середини верхньої сторони — 19,2 мм, довжина верхньої сторони — 10 мм, довжина кожної з бічних сторін — 16 мм, довжина кожної із сторін, що утворюють нижній кут , — 10 мм.
- При носінні на форменому одязі стрічки ордена «За заслуги морські» використовується планка висотою 8 мм, ширина стрічки — 24 мм.
- Стрічка ордена «За заслуги морські» на цивільному одязі носиться у вигляді розетки. Діаметр розетки — 15 мм.